# Verwaltungsgemeinschaft Tauberbischofsheim
In der vereinbarten Verwaltungsgemeinschaft Tauberbischofsheim im baden-württembergischen Main-Tauber-Kreis haben sich eine Stadt und drei Gemeinden zur Erledigung ihrer Verwaltungsgeschäfte zusammengeschlossen. Der Sitz der vereinbarten Verwaltungsgemeinschaft liegt am Marktplatz 8 in der Stadt Tauberbischofsheim.

## Geschichte
Die vereinbarte Verwaltungsgemeinschaft Tauberbischofsheim wurde am 1. Oktober 1977 aufgrund der §§ 59 ff. GO in Verbindung mit § 25 des Gesetzes über Kommunale Zusammenarbeit gebildet.

## Mitgliedsgemeinden
Mitglieder dieser durch eine öffentlich-rechtliche Vereinbarung entstandenen Verwaltungsgemeinschaft sind:
- Stadt Tauberbischofsheim, 13.463 Einwohner, 69,29 km²
- Gemeinde Großrinderfeld, 4073 Einwohner, 56,28 km²
- Gemeinde Königheim, 3010 Einwohner, 61,21 km²
- Gemeinde Werbach, 3197 Einwohner, 43,17 km²

## Struktur
Nach § 59 der baden-württembergischen Gemeindeordnung ist die Stadt Tauberbischofsheim die erfüllende Gemeinde, das heißt, sie erfüllt die Aufgaben der Verwaltungsgemeinschaft. Ein gemeinsamer Ausschuss aus Vertretern der beteiligten Gemeinden entscheidet über die Erfüllungsaufgaben. Vorsitzender des gemeinsamen Ausschusses ist die Bürgermeisterin (Anette Schmidt) der erfüllenden Gemeinde (Tauberbischofsheim). Die „vereinbarte Verwaltungsgemeinschaft“ ist nicht selbst rechtsfähig, da sie keine Körperschaft des öffentlichen Rechts und damit auch kein Gemeindeverband ist.

## Aufgaben
Den Umfang der übertragenen Aufgaben der vereinbarten Verwaltungsgemeinschaft bestimmt § 61 der baden-württembergischen Gemeindeordnung.

### Gesetzliche Erledigungsaufgaben
Die Stadt Tauberbischofsheim berät die Nachbargemeinden bei der Erfüllung ihrer Aufgaben. Daneben erledigt die erfüllende Gemeinde für die Mitgliedergemeinden in deren Namen die folgenden  Angelegenheiten  der  Gemeindeverwaltung  nach  den  Beschlüssen  und Anordnungen der Gemeindeorgane:
- die  technischen  Angelegenheiten  bei  der  verbindlichen  Bauleitplanung  und  der Durchführung  von  Bodenordnungsmaßnahmen  sowie  von  Maßnahmen  nach

dem Städtebauförderungsgesetz,
- die  Planung,  Bauleitung  und  örtliche  Bauaufsicht bei  den  Vorhaben  des  Hoch- und Tiefbaues,
- die Unterhaltung und den Ausbau der Gewässer zweiter Ordnung

### Weitere Erledigungsaufgaben
Daneben erledigt die erfüllende  Gemeinde  anstelle  der  Mitgliedergemeinden  in  eigener  Zuständigkeit weitere Aufgaben:
- die vorbereitende Bauleitplanung,
- auf  Antrag  der  Gemeinden  die  Verpflichtung  der  Beseitigung  des  Abwassers[3] gemäß  besonderer Vereinbarung.